# Arroio Seival
Arroio Seival är ett vattendrag i Brasilien.   Det ligger i delstaten Rio Grande do Sul, i den södra delen av landet, 1 800 kilometer söder om huvudstaden Brasília.
Omgivningen kring Arroio Seival är huvudsakligen savann. Området är nästan obefolkat, med mindre än två invånare per kvadratkilometer.